# Światło (album)
Światło – czwarty album studyjny polskiej piosenkarki Natalii Kukulskiej. Wydawnictwo ukazało się w 1996 roku nakładem wytwórni muzycznej PolyGram Polska.
Ryszard Sygitowicz wykorzystał linię melodyczną utworu „Kołysanie” w utworze „To”, który pojawił się w 2010 na albumie Markowski & Sygitowicz.
Nagrania uzyskały certyfikat złotej płyty w wyniku sprzedaży ponad 50 000 egzemplarzy.

## Lista utworów
Opracowano na podstawie materiału źródłowego.
| #  | Tytuł                   | Muzyka                           | Słowa               | Produkcja                                           | Czas  |
| -- | ----------------------- | -------------------------------- | ------------------- | --------------------------------------------------- | ----- |
| 1  | „Piosenka światłoczuła" | Wojciech Kuleczka                | Ryszard Kunce       | Wojciech Kuleczka, Mirosław Hoduń Natalia Kukulska  | 04:02 |
| 2  | „Już nic"               | Mirosław Stępień                 | Ryszard Kunce       | Wojciech Kuleczka, Mirosław Hoduń, Natalia Kukulska | 04:09 |
| 3  | „Kręte poręcze"         | Wojciech Kuleczka                | Ryszard Kunce       | Wojciech Kuleczka, Jarosław Kukulski                | 04:03 |
| 4  | „Nazywanie"             | Sebastian Olko, Natalia Kukulska | Ryszard Kunce       | Sebastian Olko                                      | 03:18 |
| 5  | „Sobie"                 | Sebastian Olko, Natalia Kukulska | Ryszard Kunce       | Sebastian Olko                                      | 04:32 |
| 6  | „Czy to już wszystko"   | Mirosław Hoduń, Natalia Kukulska | Ryszard Kunce       | Mirosław Hoduń, Natalia Kukulska                    | 04:19 |
| 7  | „Daleki brzeg"          | Wojciech Kuleczka                | Marek Dutkiewicz    | Jarosław Kukulski                                   | 04:02 |
| 8  | „Przed wschodem słońca" | Jarosław Kukulski                | Magda Czapińska     | Jarosław Kukulski                                   | 04:31 |
| 9  | „Kołysanie"             | Ryszard Sygitowicz               | Ryszard Kunce       | Ryszard Sygitowicz, Jarosław Kukulski               | 05:13 |
| 10 | „Próg nadziei"          | Jarosław Kukulski                | Janusz Kondratowicz | Jarosław Kukulski                                   | 03:27 |
| 11 | „Wiara czyni cuda"      | Ryszard Sygitowicz               | Urszula Pujszo      | Ryszard Sygitowicz, Jarosław Kukulski               | 04:34 |
| 12 | „Ja będę Tobą, Ty mną"  | Jarosław Kukulski                | Jacek Cygan         | Jarosław Kukulski                                   | 04:26 |
| 13 | „Dłoń"                  | Jarosław Kukulski                | Marek Dutkiewicz    | Jarosław Kukulski                                   | 04:46 |

## Twórcy
Opracowano na podstawie materiału źródłowego.

- Natalia Kukulska - wokal prowadzący, wokal wspierający
- Marcin Żabiełowicz - gitara
- Janusz Witaszek - gitara basowa
- Mirosław Hoduń - instrumenty klawiszowe, fortepian, programowanie, loopy
- Tomasz Stryczniewicz - perkusja
- Stanisław Bokowy - realizacja dźwięku, miksowanie
- Jarosław Pruszkowski - realizacja dźwięku, miksowanie
- Jarosław Kukulski - instrumenty klawiszowe
- Piotr Kominek - loopy
- Sebastian Olko - programowanie, instrumenty klawiszowe, gitara, gitara basowa
- Piotr Kokosiński - realizacja dźwięku
- Grzegorz Kloc - gitara, wokal wspierający
- Mirosław Stępień - gitara basowa, instrumenty klawiszowe, programowanie
- Dariusz Kaliński - loopy
- Wojciech Kuleczka - instrumenty klawiszowe
- Mariusz „Fazi” Mielczarek - saksofon
- Jacek Mielczarek - saksofon
- Ryszard Sygitowicz - gitara, instrumenty klawiszowe
- Wojciech Pilichowski - gitara basowa
- Renata Dąbkowska - wokal wspierający
- Natalia Niemen - wokal wspierający
- Nora Niemen - wokal wspierający
- Mariusz Matera - wokal wspierający
- Olga Pruszkowska - wokal wspierający
- Zbigniew Dałkiwicz - wokal wspierający
- Cezary Szostek - wokal wspierający
- kwartet smyczkowy: Filip Jaślar, Mariusz Kielan, Artur Renion, Dariusz Wachnik